# دو خرچنگ
دو خرچنگ (به انگلیسی: Two Crabs) یک نقاشی رنگ روغن است که در سال ۱۸۸۹ توسط ونسان ون گوگ کشیده شده است.این نقاشی دو خرچنگ بی حرکت ، یکی به رو و یکی به پشت با زمینه سبز است. 
این نقاشی رنگ روغن روی بوم با طول ۴۷ سانتیمتر (۱۹ اینچ) و عر ض ۶۱ سانتیمتر (۲۴ اینچ ) است.
احتمالاً از چاپ یک خرچنگ توسط نقاش و چاپگر ژاپنی هوکوسائی الهام گرفته است ،که در مجله « هنر ژاپن» که برادرش تئو ون گوگ در سپتامبر ۱۸۸۸ برایش فرستاده بود دیده است.
تابلو در نگارخانه ملی لندن در اتاق شماره ۴۵ با امانت گرفتن از یک مالک خصوصی در معرض نمایش قرار داشت.

## کارهای مرتبط
خرچنگ به پشت یک خرچنگ بی حرکت که به پشت افتاده یک نقاشی مرتبط کشیده شده توسط ون گوگ است، که در موزه آثار ون گوگ در آمستردام نگهداری می‌شود.

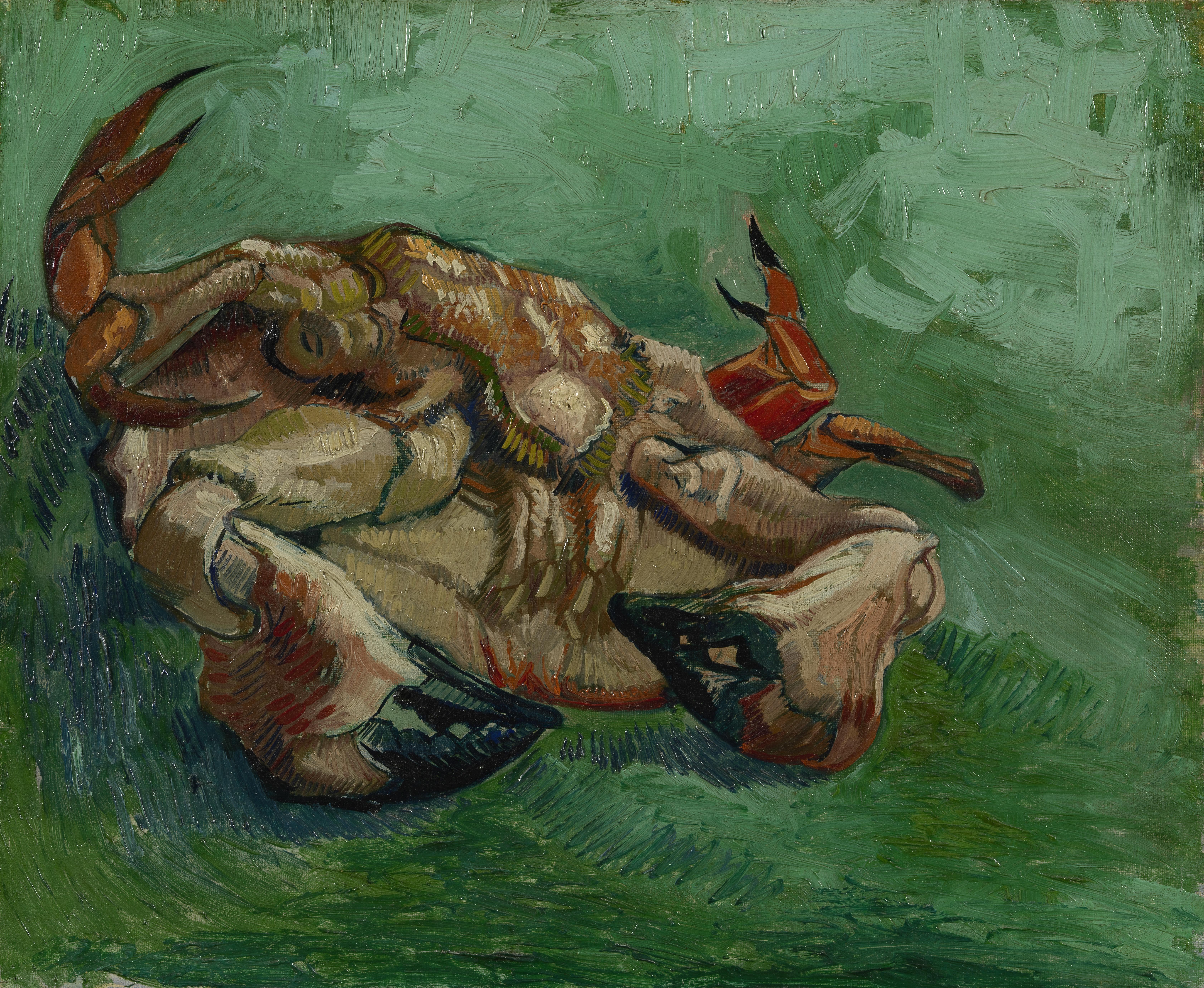
خرچنگ به پشت (۱۸۸۸)